# Ніколас Карека
Ніколас Морес да Крус (порт. Nicolas Morês da Cruz), більш відомий як Ніколас Карека (порт. Nicolas Careca, нар. 18 травня 1997, Бразиліа) — бразильський футболіст, нападник клубу «Аполлон».

## Ігрова кар'єра
Перші кроки у футболі він робив в академії «Атлетіку Мінейру», але пробувши там лише рік, в 2011 році перебрався в «Греміу». Уже в 17 років на Кареку звернув увагу головний тренер «триколірних» Луїс Феліпе Сколарі і перевів його в першу команду. Завдяки цьому в такому ранньому віці Карека зміг дебютувати за «Греміо» в Серії А, провівши 29 хвилин в поєдинку проти «Корітіби» (1:1). Надалі в кар'єрі Кареки було ще 2 матчі в Серії А за «Греміо», причому в обох його команда програвала. Так і не ставши основним гравцем, у 2017 році він здавався в оренду в «Фігейренсе», а в січні 2018 року був відданий в оренду в «Оесте», обидва клуби грали в бразильській Серії Б, де Карека провів 5 і 6 матчів відповідно.
1 серпня 2018 року перейшов на правах оренди на сезон в полтавську «Ворсклу». 5 серпня дебютував за нову команду в матчі Прем'єр-ліги проти «Львова», вийшовши на заміну замість Владислава Кулача, а вже на 83 хвилині забив єдиний і переможний гол у матчі.